# Carlo Jean
Carlo Jean (Mondovì, 12 ottobre 1936) è un generale e scrittore italiano.
Esperto di strategia militare e di geopolitica, ha scritto numerosi articoli e pubblicazioni su Geopolitica e Geoeconomia. Attualmente insegna studi strategici alla Facoltà di Scienze Politiche della Libera università internazionale degli studi sociali Guido Carli (Luiss) e alla Link Campus di Roma, è membro del Consiglio Scientifico della Treccani, del Comitato Scientifico della Confindustria, dell'International Advisory Council dell'Istituto Italiano di Studi Strategici "Niccolò Machiavelli" e del Comitato Scientifico della Fondazione Italia USA. Collabora con le riviste di geopolitica Limes e Geopolitica come membro dei rispettivi consigli scientifici.

## Biografia
Ha frequentato l'Accademia Militare di Modena dal 1953 al 1955 e la Scuola di Applicazione di Torino dal 1955 al 1957 per poi andare alla Scuola di guerra italiana e francese e la XXXIV Sessione del Centro Alti Studi per la Difesa. Si laurea in Scienze Politiche a Torino nel 1960.
Ha comandato il gruppo tattico “Susa”, componente italiana della Forza Mobile NATO, ed ha prestato servizio nelle Brigate Alpine “Julia”, “Taurinense”, “Orobica”. Ha comandato la Brigata Alpina “Cadore”. È stato distaccato nel 1979-82 al Ministero del bilancio e della programmazione economica come coordinatore della Commissione per la verifica degli Investimenti Pubblici. 
Nel 1980-81 è stato segretario del Comitato dei Ministri per il terremoto dell’Irpinia e incaricato della verifica dei danni all'edilizia residenziale e alla verifica dell'agibilità delle abitazioni dichiarate inagibili a Napoli. Successivamente (1981-1985) ha collaborato a più riprese con il Ministro della Protezione Civile. È stato per due trienni membro del Consiglio Scientifico di Confindustria. 
Nell'attività di stato maggiore ha prestato servizio quale capo ufficio pianificazione finanziaria e bilancio dello Stato Maggiore Esercito e capo del IV Reparto dello Stato Maggiore della Difesa, incaricato della logistica, dell'esportazione degli armamenti e del controllo delle tecnologie strategicamente critiche.
Dal 1988 al 1990 è stato direttore del Centro militare di studi strategici. L'incarico gli viene ritirato in vista del ruolo, assunto dal settembre 1990 al maggio 1992, di consigliere militare del Presidente della Repubblica Francesco Cossiga. Senza incarichi precisi, il 12 gennaio 1994 e fino al 30 settembre 1997 è stato presidente del Centro Alti Studi per la Difesa. Segue immediatamente, dal 1º ottobre 1997 al 6 aprile 2001, il ruolo di rappresentante personale del Presidente in esercizio dell'OSCE per l'attuazione degli accordi di pace di Dayton per la Bosnia-Erzegovina, Croazia e Repubblica Federale di Jugoslavia.
Diventa docente di Studi Strategici alla LUISS (Libera Università Internazionale degli Studi Sociali di Roma) e a Forlì. Svolge corsi di geopolitica alla scuola di perfezionamento delle forze di polizia e al master di giornalismo radiotelevisivo di Perugia. È presidente del Centro Studi di Geopolitica Economica. Ha svolto dei seminari di teoria della decisione alla scuola di management della LUISS, alla scuola superiore della pubblica amministrazione e alla SDA Bocconi. Diviene poi docente di geopolitica all'università “Guglielmo Marconi” e alla Link Campus di Roma.
È stato consigliere per le attività internazionali del Ministro dell'economia e delle finanze e membro del consiglio scientifico dell'Istituto dell'Enciclopedia Italiana, di Limes e di Liberal Risk.
Dal dicembre 2002 al dicembre 2006 è stato Presidente della SO.G.I.N.- Società Gestione degli Impianti Nucleari. Dopo un mese nel quale riorienta la sua carriera, nel febbraio 2003 è stato nominato Commissario Delegato per la messa in sicurezza dei materiali nucleari, carica che ha ricoperto fine al dicembre 2006.
È editorialista di numerose testate: dal 2007 a Il Messaggero, dal 2011 a Il Tempo, dal 2012 all'Occidentale, dal 1995 a Gnosis.

## Onorificenze
- L'UNESCO lo ha insignito della Medaglia d'oro di Gandhi per il suo operato in favore della prevenzione dei conflitti in Medio Oriente e nei Balcani.

## Pubblicazioni
- L'ordinamento della Difesa in Italia, CEDAM, 1989;
- Studi strategici, Franco Angeli, 1990;
- Morte e riscoperta dello Stato Nazione, Franco Angeli, 1991;
- Il Ministero della Difesa, Nuova Italia Scientifica, 1991;
- Geopolitica, Laterza 1996;
- Geoeconomia. Il dominio dello spazio economico, con Paolo Savona, Franco Angeli, 1995;
- L'uso della forza. Se vuoi la pace comprendi la guerra, Laterza 1996;
- Guerra, strategia e sicurezza, Laterza, 1997-2001;
- Guerre stellari: società ed economia nel cyberspazio, con Giulio Tremonti, Franco Angeli, 2000;
- An Integrated Civil Police Force for the European Union, CEPS, Brussels, 2002;
- Reti infrastrutturali nei Balcani, con Tito Favaretto, CSGE-F.Angeli, Milano, 2002;
- Manuale di Geopolitica, Laterza, 2003;
- Manuale di Studi Strategici, Franco Angeli, 2004;
- Geopolitica dei Balcani Orientali e Centralità delle Reti Infrastrutturali, CSGE - F. Angeli, Milano, 2004;
- Geopolitica del XXI secolo, Laterza, 2004;
- Sicurezza: Le nuove frontiere, CSGE - Franco Angeli, Milano, 2005;
- Interessi Nazionali: metodologie di valutazione, Franco Angeli, Milano, 2005;
- Terrorismo: Impatti economici e politiche di prevenzione, CSGE – CeMiSS Franco Angeli, Milano, 2006;
- Geopolitica del caos. Attualità e prospettive, Franco Angeli, 2007;
- Geopolitica, sicurezza e strategia, Franco Angeli, Milano, 2007;
- Sviluppo economico e strategico della Cina - Compatibilità fra geopolitica, economia e bilancio militare, CeMiSS/Franco Angeli, Milano, 2008;
- Geopolitica economica, Franco Angeli, Milano, 2008;
- Militaria: tecnologie e strategie, Franco Angeli, Milano, 2009;
- Italiani e Forze Armate, Franco Angeli, Milano, 2009;
- Intelligence economica. Il ciclo dell'informazione nell'era della globalizzazione, (con Paolo Savona) Rubbettino, 2011;
- Guerre Umanitarie: la militarizzazione dei diritti umanitari, Dalai Editore, Milano 2012;
- Geopolitica del mondo contemporaneo, Laterza, Roma-Bari, 2012.
- Intelligence economica e guerra della informazione, Gagliano Giuseppe, Laris Gaiser, Mario Caligiuri, (introduzione di Carlo Jean), Rubbettino, 2016